# Claudio Abbado
Pour les articles homonymes, voir Abbado.
Claudio Abbado, né le 26 juin 1933 à Milan et mort le 20 janvier 2014 à Bologne, est un chef d'orchestre italien.

## Biographie

### Naissance
Claudio Abbado, né le 26 juin 1933 à Milan, est le fils du violoniste et pédagogue Michelangelo Abbado et de Maria Carmela Savagnone, pianiste et auteur de livres pour enfants.

### Formation
Claudio Abbado naît à Milan dans une famille de musiciens qui compte quatre enfants. Son père, Michelangelo Abbado, est violoniste et professeur au Conservatoire ; sa mère, Maria Carmela Savagnone, est pianiste et auteur de livres pour enfants ; son frère aîné, Marcello, est pianiste et directeur du Conservatoire, de 1973 à 1996 ; sa sœur est violoniste. « La figure toute-puissante de mon enfance était surtout mon grand-père [maternel], Guglielmo Savagnone (1867-1956). Il enseignait à l’université de Palerme l’histoire de l’antiquité et apprenait presque chaque année une nouvelle langue ; ainsi était-il, à mes yeux du moins. C’était un être extraordinaire. Il a par exemple traduit l’Évangile de l’araméen » (ce qui constitue une curieuse assertion de la part du futur chef d'orchestre, puisque tous les Évangiles canoniques ont été écrits en grec). À ce moment, Abbado ajoute, tout aussi curieusement et assez naïvement (se fiant uniquement aux dires de son grand-père) : « Aussi n’a-t-il pas tu le passage où l'on parle des frères du Christ. Il en a été excommunié par l'Église ». Cette information doit être prise avec beaucoup de réserve, les « frères » et « sœurs » du Christ apparaissant de toute façon dans trois des quatre Évangiles retenus par l'Église (ceux de Matthieu, Marc et Luc). Claudio Abbado ajoute : « Je crois qu’il en était assez fier. Je me souviens de longues promenades dans la montagne avec lui, au cours desquelles j’ai incroyablement appris – pour la vie, comme on dit si bien. »
À l'âge de sept ans, il assiste à son premier concert :

« J'avais sept ans; nous étions à la veille de la guerre quand j'ai assisté, grâce à mon frère, au premier concert de ma vie : il était donné à la Scala par un grand artiste, Antonio Guarnieri, qui dirigeait les trois Nocturnes de Claude Debussy. Quand, dans Fêtes, le deuxième mouvement, j'ai entendu sonner les trompettes et les bois, j'ai ressenti un choc magique, inoubliable. Avec ma naïveté d'enfant, je me suis dit : “Un jour, toi aussi, tu seras capable de créer ces fabuleuses harmonies”. Cette révélation devait se transformer en une irrésistible vocation. Aujourd'hui encore, je voue à Debussy une admiration sans limite : je ne serais peut-être pas devenu ce que je suis sans Fêtes. »

— interview de Claudio Abbado par Robert Parienté en 2002, in La Symphonie des chefs
Pendant la Seconde Guerre mondiale, ses parents, foncièrement antifascistes, font acte de résistance; sa mère est torturée et emprisonnée pour avoir aidé une famille juive à échapper à la déportation; le jeune Claudio écrit “Viva Bartók” sur les murs des édifices publics en signe de dissidence (en 1940, la mort dans l'âme, le grand compositeur national hongrois avait quitté la Hongrie, pour aller vivre aux États-Unis, à une époque où la guerre avait commencé, et où Hitler et Staline étaient alliés). Son orientation politique et artistique est conditionnée par cette résistance aux dictatures, et d'abord au fascisme de Mussolini, alors au pouvoir en Italie. Comme bien d'autres, Abbado se rapprochera plus tard du Parti communiste italien, avant de s'en séparer à la suite de l'invasion soviétique qui écrasa le Printemps de Prague, en 1968.
Le conflit terminé, Claudio Abbado entre au Conservatoire de Milan pour y suivre, jusqu'en 1955, des études de piano, de composition et de direction. Il suit aussi des cours de littérature avec le futur Prix Nobel Salvatore Quasimodo. Il joue parfois dans l'Orchestre des étudiants du Conservatoire, sous la direction de Carlo Maria Giulini et demeure hanté par Fêtes et par son rêve d'enfant. Le passage de Wilhelm Furtwängler à Milan en 1950 lui fait une profonde impression. « Furtwängler est le plus grand de tous […] ; certes, on peut parfois contester ses choix, ses options, mais l'enthousiasme prévaut presque toujours, notamment dans Beethoven. Il est le musicien qui a eu la plus grande influence sur mon éducation artistique. »
Après un passage au cours Carlo Zecchi à Sienne, il se rend en 1955 à Vienne où il suit les cours de piano de Friedrich Gulda et se perfectionne à la direction d'orchestre avec Hans Swarowsky et participe dans les chœurs aux concerts de l'Orchestre philharmonique de Vienne dirigé par les plus grands, Hermann Scherchen, Josef Krips, Bruno Walter ou Herbert von Karajan.
En 1958, il remporte le concours Koussevitzky à Tanglewood, devant Zubin Mehta avec qui il s'était lié d'amitié à Vienne. « J'avais craint d'être éliminé rapidement ; face au jury, j'étais très contracté ; je ne me suis libéré qu'en dirigeant devant le public. Au cours de ce premier séjour aux États-Unis j'ai pu, à Boston, voir Pierre Monteux et Charles Munch, dont l'art très personnel m'a influencé : ils interprétaient si bien les œuvres de Claude Debussy. » Cependant, il rentre en Italie et enseigne la musique de chambre à Parme.

### Les débuts
Il débute brillamment à la Scala de Milan en 1960 à l'occasion du tricentenaire d'Alessandro Scarlatti mais sa carrière ne “décolle” pas. Il tente une nouvelle fois sa chance en postulant, à New York, au prix Dimitri Mitropoulos. Il triomphe encore et cette fois les propositions affluent. Leonard Bernstein en fait l'un de ses assistants à l'Orchestre philharmonique de New York (1963). « Je suis resté un an auprès de lui avec des allers et retours en Europe pour diriger plusieurs concerts en Italie et à Londres. Ce séjour fut passionnant et décisif non seulement grâce à Leonard Bernstein, mais aussi en raison des contacts que j'ai eus avec George Szell qui dirigeait l'Orchestre de Cleveland [… Bernstein] m'avait demandé de revenir à New York pour une plus longue période; je ne l'ai jamais voulu. J'étais trop, et je suis encore, trop imprégné de culture européenne pour m'éloigner du Vieux Continent. »
Peu avant son retour à Milan, un concert avec l'Orchestre de la Radio de Berlin retient l'attention d'Herbert von Karajan qui l'invite à Salzbourg pour diriger une messe de Luigi Cherubini. Ce sont les prémices de son parcours avec l'Orchestre philharmonique de Vienne : « J'avais choisi la Deuxième Symphonie de Mahler. À l'époque, en 1965, je ne connaissais pas encore toute son œuvre, mais je savais déjà que Mahler serait pour moi une référence permanente. » Malgré des répétitions difficiles, Abbado obtient un triomphe avec cette symphonie qui n'avait jamais été donnée au festival et les engagements affluent : Hallé Orchestra, Covent Garden, La Scala.
Ses premiers enregistrements sont publiés en 1967 chez Decca et Deutsche Grammophon.

### La Scala

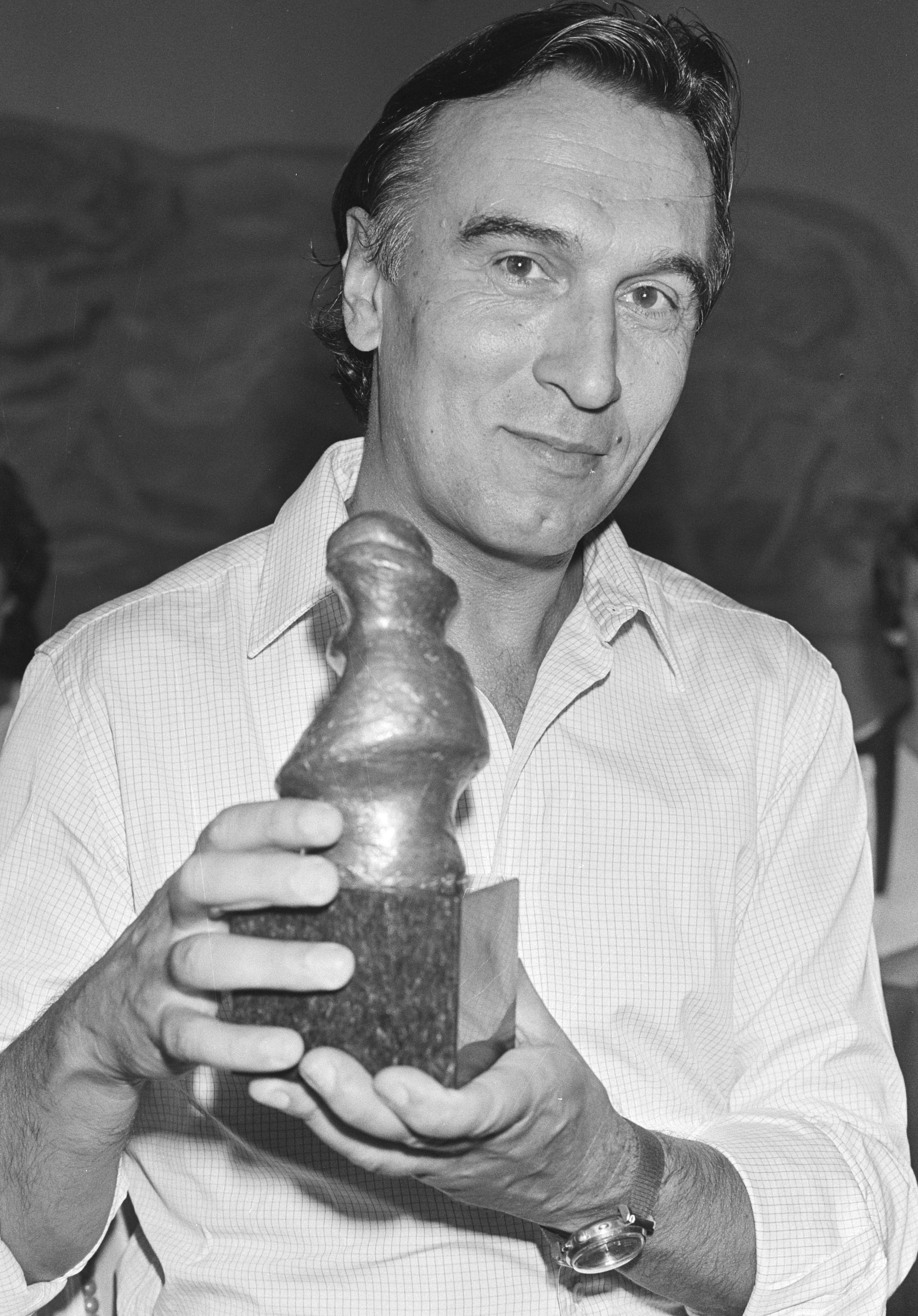
Claudio Abbado en 1982.

Il n'a que trente-cinq ans lorsqu'il devient chef principal de La Scala (1968-1986), avant d'en être nommé directeur musical en 1971. Ses liens politiques et locaux furent précieux à Milan, où les syndicats étaient tout-puissants et où son frère Marcello dirigeait le Conservatoire. Le départ à la retraite du vieux surintendant Antonio Ghiringhelli lui laisse le champ libre à une prise de pouvoir avec deux autres « radicaux » de son acabit, Paolo Grassi et Massimo Bogianckino. Les temps étaient mûrs pour des changements : il modifie profondément l'organisation et les programmes, élargissant le répertoire aux compositeurs de XXe siècle (concerts Musica del nostro tempo), allongeant la saison et diminuant le prix des places. Il ouvre le théâtre pendant les six semaines de fermeture annuelle pour présenter gratuitement des opéras filmés aux ouvriers, aux étudiants, aux enfants des écoles qui découvraient l'opéra. Avec l'orchestre, il donne des concerts dans les usines, les universités, les lycées, aussi bien à Milan que dans d'autres villes, notamment à Reggio d'Émilie (ateliers Musica/realtà),,.
Artiste engagé et impliqué dans son temps, il collabore avec les plus grands metteurs en scène tels Giorgio Strehler, Iouri Lioubimov, Jean-Pierre Ponnelle et Andreï Tarkovski ; ses prises de positions contre l'intervention américaine au Viêt Nam ou contre l'intervention soviétique en Tchécoslovaquie lui valent l'inimitié d'une grande partie de la classe politique. Malgré tout, cette période de treize années sera la plus riche de l'institution italienne : l'approche musicale du chef italien va faire merveille dans les opéras de Giuseppe Verdi montés alors, de Macbeth, Simon Boccanegra, Aida, Un Bal masqué à Don Carlos.
Avec son ami le pianiste Maurizio Pollini, puis plus tard avec Rudolf Serkin, une de ses préoccupations est de démocratiser l'accès à la musique pour les auditeurs, mais aussi pour les jeunes musiciens, pour lesquels il créera, entre autres, l'Orchestre des jeunes de l'Union européenne, l'Orchestre de jeunes Gustav Mahler, s'investira dans sa fonction de directeur artistique de l'Orchestre de chambre d'Europe ou dirigera l'Orchestre national des jeunes Simón Bolívar du Venezuela.

### Milan, Londres, Vienne
De 1979 à 1989, comme chef principal puis directeur musical du London Symphony Orchestra, il trouve un instrument idéal pour son éclectisme musical : il y célèbre le centenaire d'Anton Webern en 1983, présente un cycle Mahler puis un cycle Beethoven avec Maurizio Pollini, enregistre une Carmen de Georges Bizet exceptionnelle.
Excédé par certains démêlés administratifs, il quitte La Scala en 1986 et devient (jusqu'en 1991) directeur musical de l'Opéra d'État de Vienne et chef principal de l'Orchestre philharmonique de Vienne, où il dirige Verdi, Beethoven, Schubert. Comme à Milan et à Londres, il innove et impose à un public plutôt conservateur des programmes de plus en plus souvent inédits en Autriche : il crée en 1988 le Festival Wien Modern consacré à la musique contemporaine et présente des œuvres de Berg (Wozzeck), Rihm, Nono, Kurtág, Debussy (Pelléas et Mélisande), Janáček (De la maison des morts) etc.
De 1982 à 1985, il est chef invité de l'Orchestre symphonique de Chicago
En 1983, il participe à la création de l'Orchestre de chambre d'Europe avec Nikolaus Harnoncourt. « J'aime diriger ces jeunes et j'éprouve un infini plaisir à les guider. Ils possèdent tous une technique exceptionnelle; ils font preuve d'un engagement, d'une fraîcheur qui m'enchantent. Ils ne sont pas encore marqués par certaines inerties, certaines habitudes, parfois difficiles à contourner. Je peux apprendre beaucoup d'eux. »

### Berlin

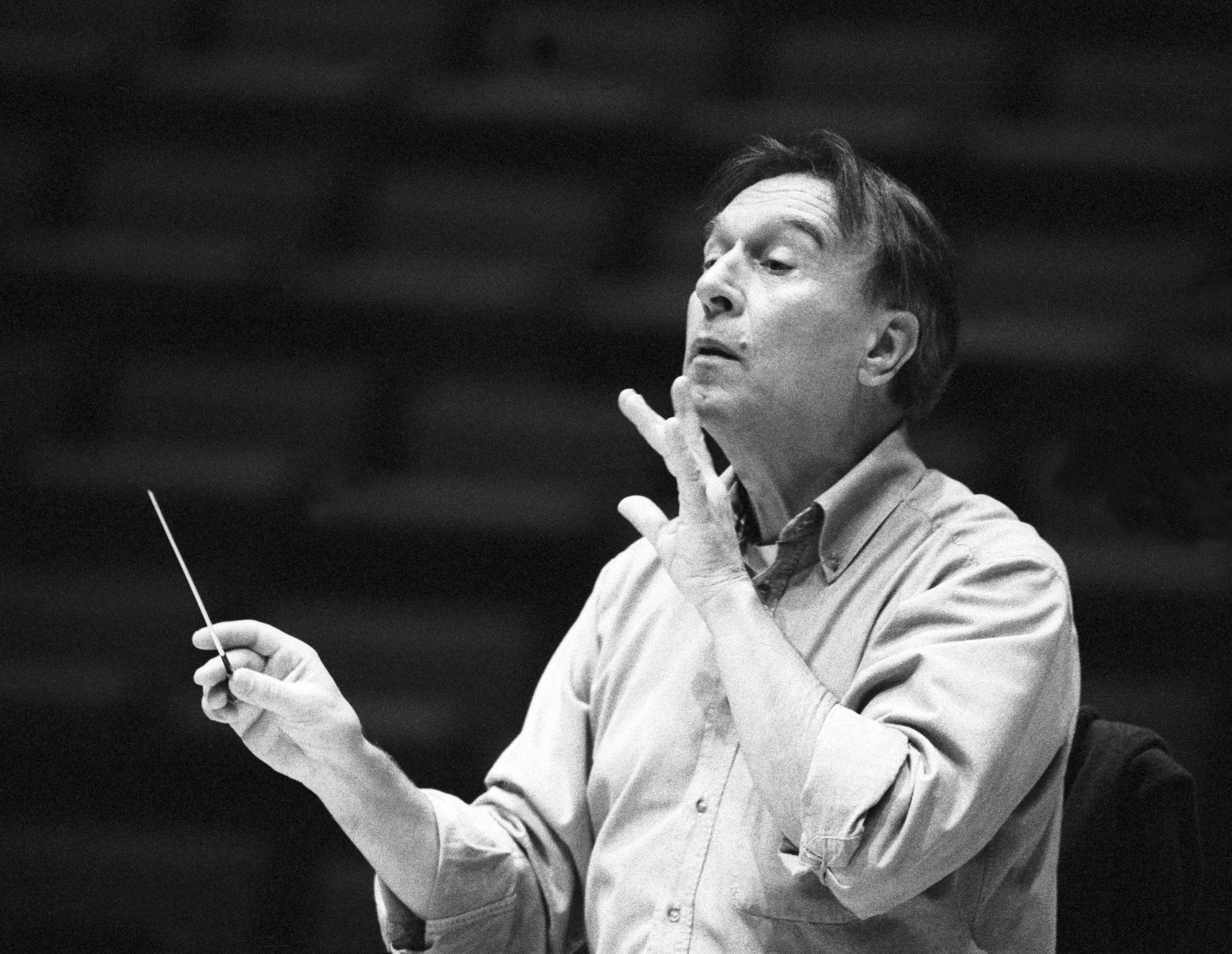
Claudio Abbado lors d'une répétition de l'Orchestre philharmonique de Berlin (1994).

En octobre 1989, peu de temps après la mort de Herbert von Karajan et à la surprise de tous, y compris lui-même, Abbado est élu chef principal de l'Orchestre philharmonique de Berlin. Il venait de subir un revers dans la conquête de la succession de Georg Solti à la tête de l'Orchestre symphonique de Chicago, remportée par Daniel Barenboim, et le renouvellement de son contrat à l'Opéra de Vienne venait de se négocier à des conditions nettement moins avantageuses que les précédentes. La veille du vote berlinois, Abbado se trouvait en pourparlers avec l'Orchestre philharmonique de New York. Il avait dirigé l'orchestre pour la première fois le 20 décembre 1966 et un total de trente-six concerts. Pour son concert inaugural à Berlin, il choisit deux symphonies de Schubert et de Mahler, séparées par le Dämmerung (Crépuscule) de Wolfgang Rihm.
Au cours de sa période berlinoise, Abbado élargit le répertoire de l'orchestre, il utilise la petite salle de la Philharmonie pour une série de concerts de musique expérimentale, rajeunit l'effectif et l'esprit de groupe ; contrairement à Karajan, il invite ses collègues à diriger l'orchestre. Dans un hommage pour le 80e anniversaire de Karajan, Abbado écrivait : « Herbert von Karajan a créé une sonorité d'orchestre liée à sa personnalité, unique en notre siècle » ; pourtant il fait évoluer le son de l'orchestre vers plus de clarté sur le plan horizontal et vertical, les musiciens utilisent des instruments remis à la mode par le courant du renouveau de l'interprétation de la musique baroque, ouverture qui sera poursuivie par son successeur, Simon Rattle. Comme à Londres et à Vienne, il présente des cycles thématiques : Prométhée, Hölderlin, Faust, Shakespeare, Amour et mort. Il réenregistre ses œuvres fétiches, complétant sa discographie avec des œuvres de Ludwig van Beethoven (édition Jonathan Del Mar), de Johannes Brahms en passant par Gustav Mahler, mais aussi de Franz Schubert, Robert Schumann ou Modeste Moussorgsky.
En 1994, il succède à Herbert Karajan au poste de directeur musical du Festival de Pâques de Salzbourg où il ouvre également le répertoire.
En 1997, il crée le Mahler Chamber Orchestra qu'il dirige jusqu'en 2003, laissant sa place à Daniel Harding.
En février 1998, Claudio Abbado annonce qu'il ne renouvellera pas son contrat avec le Philharmonique de Berlin après la saison 2001/2002. En 2000, un cancer de l'estomac l'éloigne de l'orchestre et il doit annuler une tournée prévue au Japon ; il subit une très grave opération en juillet. À son retour, au faîte des honneurs et de la gloire, malgré les pressions commerciales, il maintient sa décision de quitter l'orchestre en 2002 mais le retrouve pour un concert annuel qui est un grand moment comme en témoignent divers enregistrements. Il dirige alors de rares concerts très attendus dans des œuvres choisies et approfondies avec au programme Mozart, Beethoven, Debussy, Bach ou Mahler.

### Lucerne, Bologne
En août 2003, Claudio Abbado ressuscite l'Orchestre du Festival de Lucerne, fondé en 1938 à l'initiative d'Ernest Ansermet et dirigé à l'origine par Arturo Toscanini, avant d'être mis en sommeil en 1993. Il réunit pour l'occasion des musiciens issus des orchestres qu'il dirige fréquemment, notamment les Philharmoniques de Berlin et de Vienne, ainsi que ses propres formations, l'Orchestre de chambre d'Europe et l'Orchestre de chambre Gustav Mahler. Ce nouvel orchestre compte également de grands solistes redevenus musiciens d'orchestre pour l'occasion. Pour le premier concert, il choisit l'œuvre qu'il avait interprétée pour ses débuts à Vienne, la Deuxième Symphonie « Résurrection » de Gustav Mahler. Puis en 2004, c'est Tristan et Isolde de Richard Wagner. Il poursuit son cycle Mahler, les années suivantes avec un égal succès et à partir de 2010, il en conduit une tournée des grandes capitales mondiales.
Son amour des compositeurs anciens va le pousser à être très respectueux des interprètes du baroque de la fin du XXe siècle, il dira son intérêt pour les interprétations des symphonies de Beethoven par Nikolaus Harnoncourt. Il crée, dirige l'Orchestre Mozart de Bologne avec des instruments anciens, collaborant aussi avec son ami Giuliano Carmignola.
En 2009, il reçoit à Madrid la Médaille d'or du Círculo de Bellas Artes.

### Sénateur à vie
Il est nommé sénateur à vie par le président Giorgio Napolitano le 30 août 2013, en même temps que Carlo Rubbia, Renzo Piano et Elena Cattaneo.

### Vie privée
Claudio Abbado rencontre la chanteuse Giovanna Cavazzoni au Conservatoire de Milan et ils se marient en 1956 ; leur fils, Daniele Abbado (1958) est directeur d'opéra ; ils ont également une fille, Alessandra (1959), qui travaille dans la direction de théâtre ; ils se séparent en 1968. D'un second mariage avec Gabriella Cantalupi (une costumière) nait Sebastiano qui est archéologue. Il a également eu une relation de quatre ans avec la violoniste Viktoria Mullova et est le père de son fils aîné, Misha Mullov Abbado, qui est contrebassiste et compositeur de jazz. Son neveu, Roberto Abbado (le fils de son frère Marcello), est aussi chef d'orchestre.

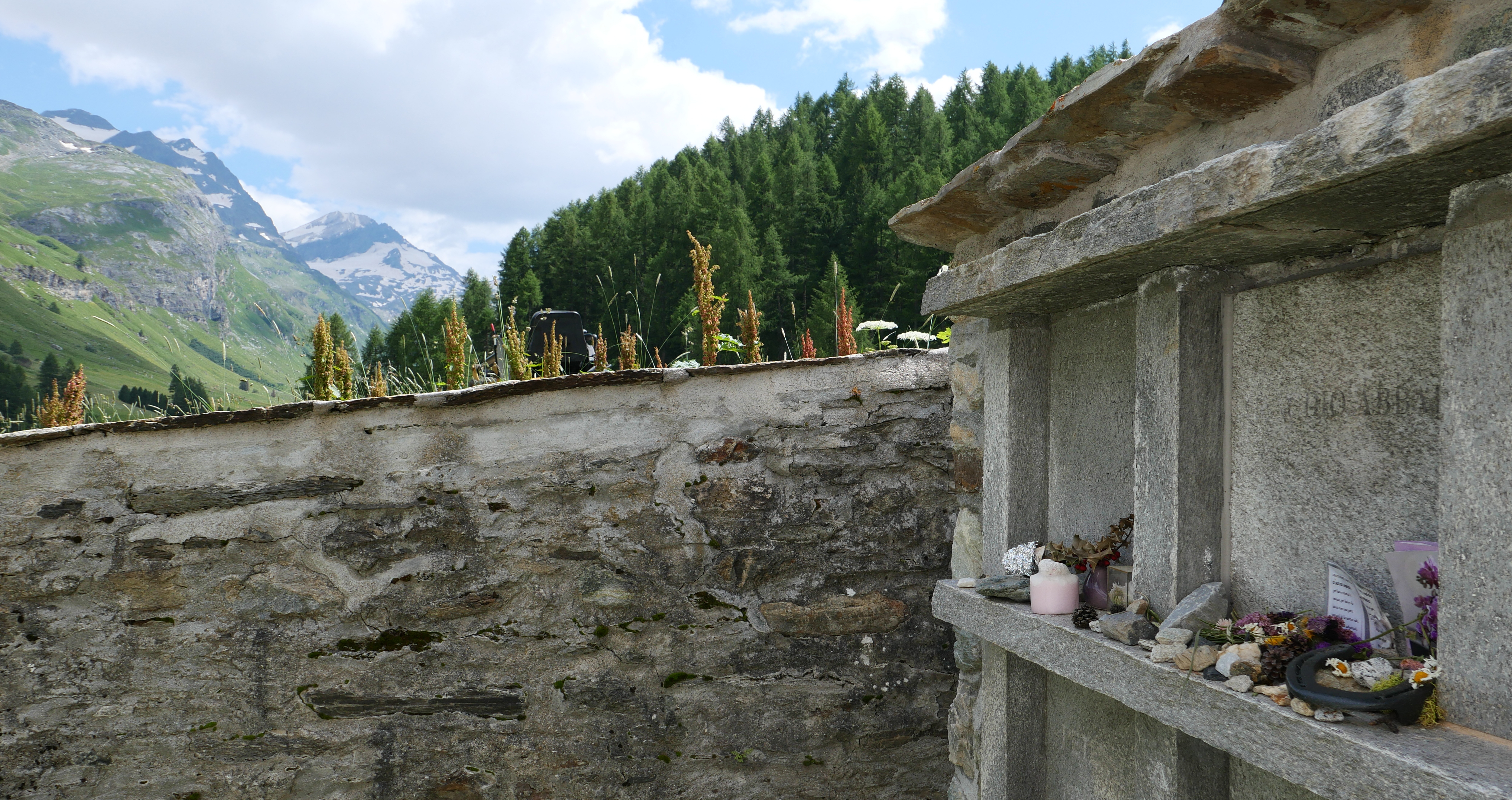
L'urne funéraire en 2024 avec le Val Fex en arrière-plan.

Le cancer de l'estomac qu'il avait surmonté au début des années 2000 finit par l'emporter. Il meurt à Bologne, à l'âge de quatre-vingts ans, le 20 janvier 2014. Parmi tous les hommages qui lui sont rendus en Italie et en dehors, des milliers de personnes se réunissent à Milan une semaine après sa mort au son de la Marche funèbre de la troisième Symphonie de Beethoven (la Filarmonica della Scala étant dirigée par Daniel Barenboim, un ami de longue date) retransmise depuis la salle entièrement vide de la Scala, en signe de deuil. 
La dépouille mortelle d'Abbado a été incinérée et une urne contenant une partie de ses cendres a été enterrée au cimetière de la chapelle du XVe siècle de Fex-Crasta dans le Val Fex. Elle fait partie de la commune de Sils-Maria, un village du canton suisse des Grisons où Abbado possédait une maison de vacances, . Son héritage musical a été transféré à la Bibliothèque d'État de Berlin où il est en train d'être catalogué et numérisé.

## Distinctions
- Grand-croix de la Légion d'honneur.
- Chevalier grand-croix de l'ordre du Mérite de la République italienne (Italie).
- Croix de commandeur de l'ordre du Mérite

## Son art
Son éthique musicale guide le choix d'œuvres rarement exécutées, de compositeurs de la Seconde école de Vienne, d'Igor Stravinsky, Béla Bartók, de plus contemporains tels Luigi Nono ou Wolfgang Rihm dans lesquelles il est à son summum de musicalité. Chef très estimé de ses musiciens, il est un accompagnateur attentionné, qu'ils soient solistes ou chanteurs.
Avec un souci constant du respect de la partition, il dirigeait toutes les œuvres, en son absence, par cœur.
 
Sa grande sensibilité, sa profonde musicalité et l'importante étendue de son répertoire (de Claudio Monteverdi à Pierre Boulez), son influence sur la nouvelle génération de chefs d'orchestre, font de Claudio Abbado un des grands chefs d'orchestre du XXe siècle. Sa personnalité attachante et son ouverture d'esprit se retrouvent dans ses interprétations marquées par l'intensité et la tension : la trame orchestrale tendue se déroule inexorablement au paroxysme à des moments clés de l'œuvre et, souvent au concert, n'est rompue que par les applaudissements, parfois quelques longues secondes après la fin de la musique
,,,.

## Discographie sélective
Chef beaucoup plus inspiré par le concert, sa discographie est malgré tout d'une grande qualité ; il a toujours refusé les éditions faciles que lui suggérait sa principale maison d'édition : il faut privilégier les enregistrements de concerts ou parallèles à ceux-ci.

### Divers
- Musiques inspirées par Friedrich Hölderlin ;

### Bach
- la Passion selon saint Matthieu, BWV 244, avec l'Orchestre philharmonique de Berlin,
- les concertos brandebourgeois nos 1-6 avec Giuliano Carmignola et l'Orchestra Mozart ;

### Bartók
- les 1er et 2e concertos pour piano, avec Maurizio Pollini et l'Orchestre symphonique de Chicago,
- Le Mandarin merveilleux, avec Orchestre symphonique de Londres ;

### Beethoven
- les 3e, 4e et 5e (dit « L'empereur ») concertos pour piano avec Maurizio Pollini et l'Orchestre philharmonique de Berlin,
- la Musique sur Egmont de Goethe avec Bruno Ganz et l'Orchestre philharmonique de Berlin,
- la 3e symphonie dite « Héroïque » avec l'Orchestre philharmonique de Berlin,
- les 7e et 8e symphonies avec l'Orchestre philharmonique de Vienne,
- la 9e symphonie,
- l'intégrale des symphonies avec l'Orchestre philharmonique de Berlin ;

### Berg
- Wozzeck avec le chœur des Petits Chanteurs de Vienne et l'Orchestre philharmonique de Vienne,
- la Suite pour orchestre tirée de l'opéra Lulu, les Altenberg Lieder op. 4 avec Margaret Price et l'Orchestre symphonique de Londres ;

### Berlioz
- Te Deum op.22 avec l'Orchestre des jeunes de l'Union européenne ;

### Bizet
- Carmen avec Teresa Berganza, Plácido Domingo avec les Ambrosian singers et l'Orchestre symphonique de Londres ;

### Brahms
- le 2e concerto pour piano avec Maurizio Pollini et l'Orchestre philharmonique de Vienne,
- la 1re symphonie avec l'Orchestre philharmonique de Vienne,
- la 2e symphonie avec l'Orchestre philharmonique de Berlin,
- la 3e symphonie avec l'Orchestre de la Staatskapelle de Dresde,
- la 4e symphonie avec l'Orchestre symphonique de Londres,
- l'intégrale des symphonies avec l'Orchestre philharmonique de Berlin,
- la 1re sérénade avec l'Orchestre philharmonique de Berlin,
- la cantate Rinaldo et le Schicksalslied (le « Chant du destin ») avec les Ambrosian singers et le New Philharmonia Orchestra,
- 21 Danses hongroises avec l'Orchestre philharmonique de Vienne ;

### Bruckner
- la 7e symphonie avec l'Orchestre philharmonique de Vienne,
- la 9e symphonie avec l'Orchestre philharmonique de Vienne ;

### Debussy
- le Prélude à l'Après-midi d'un faune, Trois Nocturnes (Nuages, Fêtes, Sirènes), Pelléas et Mélisande (suite pour orchestre tirée de l'opéra du même nom), Emmanuel Pahud, le Chœur de la radio de Berlin et l'Orchestre philharmonique de Berlin ;

### Dvořák
- Symphonie no 9 dite « Du Nouveau Monde »  avec l'Orchestre philharmonique de Berlin ;

### Janáček
- la Sinfonietta avec l'Orchestre symphonique de Londres ;

### Ligeti
- Lontano, Atmosphères avec l'Orchestre philharmonique de Vienne ;

### Mahler
- la 2e symphonie dite « Résurrection » avec le chœur Schönberg et l'Orchestre philharmonique de Vienne,
- la 4e symphonie avec l'Orchestre philharmonique de Vienne,
- la 5e symphonie avec l'Orchestre de Chicago,
- la 9e symphonie avec l'Orchestre philharmonique de Berlin ;

### Mendelssohn
- Les 3e symphonie op. 56 dite « écossaise », 4e symphonie op.90 dite « italienne » avec l'Orchestre symphonique de Londres ;

### Mozart
- les Concertos pour piano K. 466 et K. 467 avec Friedrich Gulda et l'Orchestre philharmonique de Vienne,
- la Missa solemnis K. 139 (47a), dite « Waisenhaus-Messe » « Messe de l'orphelinat » en mémoire de Hans Swarowsky avec les chœurs de l'Opéra de Vienne et  l'Orchestre philharmonique de Vienne,
- Les Noces de Figaro avec Lucio Gallo, Cecilia Bartoli et l'Orchestre symphonique de Vienne (1994),
- Don Giovanni avec Simon Keenlyside, Bryn Terfel et l'Orchestre de chambre d'Europe (1998),
- La Flûte enchantée avec Christoph Strehl, Erika Miklosa et le Mahler Chamber Orchestra (2006),
- La Messe en ut mineur, K.427, pour chœur, soli et orchestre, avec pour solistes Barbara Bonney et Arleen Auger (2003),
- Concerto pour flûte no 1 - Concerto pour flûte et harpe - Concerto pour clarinette, avec comme solistes Emmanuel Pahud et Sabine Meyer (2001) ;

### Moussorgsky
- La Khovanchtchina avec les chœurs et l'Orchestre symphonique de Londres,
- Boris Godounov avec des chœurs divers et l'Orchestre philharmonique de Berlin ;

### Nono
- Il canto sospeso avec le Chœur de la radio de Berlin et l'Orchestre philharmonique de Berlin ;

### Ravel
- Daphnis et Chloé, Pavane pour une infante défunte avec les chœurs du Conservatoire de la Nouvelle-Angleterre et l'Orchestre symphonique de Boston ;

### Rossini
- Le Barbier de Séville avec Hermann Prey, Teresa Berganza et l'Orchestre symphonique de Londres (1972),
- Le Barbier de Séville avec Plácido Domingo, Kathleen Battle et l'Orchestre de chambre d'Europe (1992),
- Cendrillon avec Teresa Berganza, Luigi Alva et l'Orchestre symphonique de Londres (1972),
- L'Italienne à Alger avec Agnes Baltsa, Ruggero Raimondi et l'Orchestre philharmonique de Vienne (1989),
- Le Voyage à Reims avec Cecilia Gasdia, Katia Ricciarelli et l'Orchestre de chambre d'Europe (1985),
- Le Voyage à Reims avec Sylvia McNair, Cheryl Studer et l'Orchestre philharmonique de Berlin (1993),
- Ouvertures, avec l'Orchestre symphonique de Londres
- Ouvertures avec l'Orchestre de chambre d'Europe.

### Schönberg
- Les Gurre-Lieder avec les chœurs de l'Opéra de Vienne et l' l'Orchestre philharmonique de Vienne ;

### Schubert
- les œuvres symphoniques avec l'Orchestre de chambre d'Europe,
- la Messe D. 950 avec l' l'Orchestre philharmonique de Vienne,
- l'opéra Fierrabras avec l'Orchestre de chambre d'Europe ;

### Schumann
- Les Scènes sur le Faust de Johann Wolfgang von Goethe avec solistes, chœurs et l'orchestre philharmonique de Berlin ;

### Stravinsky
- Le Sacre du printemps, L'Oiseau de feu, Petrouchka avec l'orchestre symphonique de Londres ;

### Tchaïkovski
- la 2e symphonie avec le New Philharmonia (Deutsche Grammophon, 1968),
- les 4e symphonie, 6e symphonie dite « pathétique » avec l'Orchestre philharmonique de Vienne,
- la 5e symphonie avec l'Orchestre symphonique de Londres ;

### Verdi
- Falstaff avec l'Orchestre philharmonique de Berlin,
- Macbeth avec solistes, chœurs et l'Orchestre de la Scala de Milan,
- Simon Boccanegra avec solistes, chœurs et l'Orchestre de la Scala de Milan,
- la Messa di Requiem avec solistes, chœurs et l'Orchestre de la Scala de Milan,
- Don Carlos (version française) avec Placido Domingo, Katia Ricciarelli et l'Orchestre du Théâtre de la Scala de Milan

### Vivaldi
- Le quattro stagioni avec le London Symphony Orchestra, et Gidon Kremer (Deutsche Grammophon, 1981).

## DVD
Il faut aussi noter les DVD/Bluray couvrant en particulier les concerts du Festival de Lucerne (Liste en évolution et croissance constante).
- Mozart : Requiem - Lucerne Festival Orchestra avec Anna Prohaska (soprano), Sara Mingardo (alto), Maximilian Schmitt (ténor), René Pape (basse), Bavarian Radio Choir, Swedish Radio Choir (Accentus 2012)